# Saint-Paul-de-Loubressac
Saint-Paul-de-Loubressac (okzitanisch Sent Pau de Laubreçac) ist eine Ortschaft und eine Commune déléguée in der französischen Gemeinde Saint-Paul-Flaugnac mit 576 Einwohnern (Stand: 1. Januar 2022) im Département Lot in der ehemaligen Region Midi-Pyrénées. 
Die Gemeinde Saint-Paul-de-Loubressac wurde am 1. Januar 2016 mit Flaugnac zur Commune nouvelle Saint-Paul-Flaugnac in der ebenso neuen Region Okzitanien zusammengeschlossen und hat in der neuen Gemeinde den Status einer Commune déléguée. Die Gemeinde gehörte zum Arrondissement Cahors und zum Kanton Marches du Sud-Quercy.

## Lage
Die Gemeinde Saint-Paul-de-Loubressac liegt am Ufer des Flusses Lupte in der alten Kulturlandschaft des Quercy, etwa 39 Kilometer nordnordöstlich von Montauban. 

## Bevölkerungsentwicklung
| Jahr                      | 1962 | 1968 | 1975 | 1982 | 1990 | 1999 | 2006 | 2013 |
| Einwohner                 | 378  | 364  | 362  | 380  | 423  | 430  | 504  | 555  |
| Quelle: Cassini und INSEE |      |      |      |      |      |      |      |      |

## Sehenswürdigkeiten

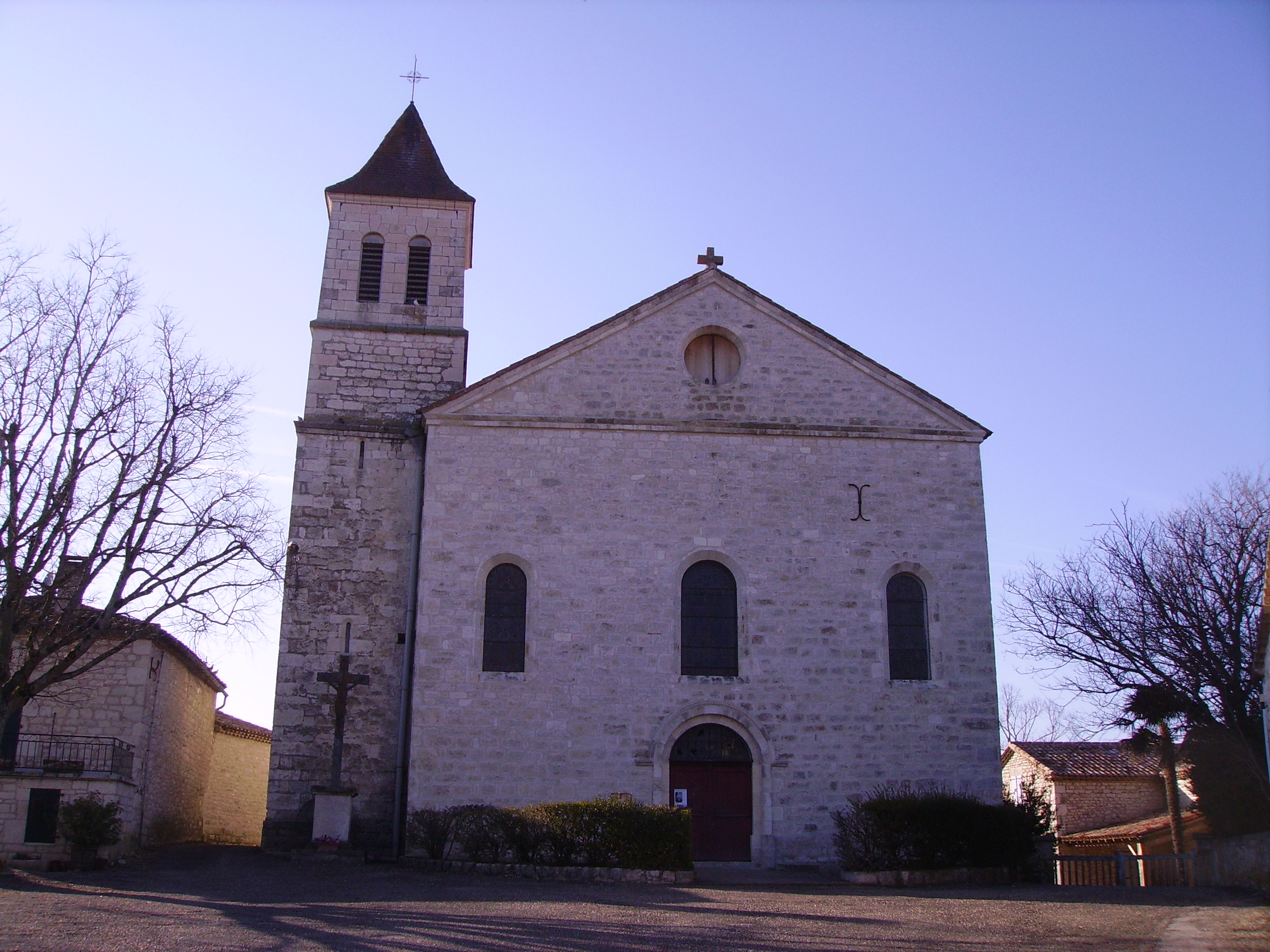
Kirche Saint-Paul

- Kirche Saint-Paul
- Altes Rathaus